# 裂果红科
裂果枫科（学名：Myodocarpaceae），别名裂果红科，共有2属19种，分布在新喀里多尼亚、马来西亚东部和澳大利亚的昆士兰州。
本科植物为灌木；羽状复叶；花排成伞状花序；果实为圆柱形肉质蒴果，干燥开裂，种子有翅。本科植物木质结构类似山茱萸科，但其他性状全类似伞形科。
1981年的克朗奎斯特分类法将其列在伞形科中，属于伞形目，1998年根据基因亲缘关系分类的APG 分类法维持原分类，2003年经过修订的APG II 分类法认为应该单独分出一个科。